# Campeonato Dominicano de Futebol
A Primera Division de Republica Dominicana, foi a principal divisão do futebol da República Dominicana, o campeonato reunia oito equipes e era organizado pela Federación Dominicana de Fútbol, o esporte é segundo plano na ilha, portanto sua liga, jamais foi forte no continente, e problemas na organização sempre aconteceram,
Desde 2001-2002 o campeonato passou a ter duas ligas paralelas, a competição iniciada desde 1972 e a Liga Mayor, criada em 2001, ficando com dois campeões nacionais por algumas oportunidades. Em 2015 foi criada uma liga profissional na República Dominicana apoiada pela FIFA e CONCACAF, com 10 equipes: a Liga Dominicana de Futebol

## Equipes de 2015
- Atlético la Vega Real (La Vega)
- Bauger Futbol Club (Santo Domingo)
- Club Barcelona Atlético (Santo Domingo)
- Club Deportivo Pantoja (Santo Domingo)
- Moca Futbol Club (Moca Provincia Espaillat)
- Puerto Plata Futbol Club (Puerto Plata)
- Romana Futbol Club (La Romana)
- San Cristóbal Futbol Club (San Cristóbal)
- Santiago Futbol Club (Santiago de los Caballeros)
- Universidad O&M Futbol Club (Santo Domingo)

## Série B
- Don Bosco Jarabacoa Futbol Club (Jarabacoa)
- ISA (Santiago de los Caballeros)
- La Vega Futbol Club (La Vega)
- Moca Futbol Club (Moca)
- Villa Tapia Futbol Club (Villa Tapia)
- Bob Soccer School Futbol Club (Santo Domingo)

## Estádios
| Estádio                                       | Cidade        | Capacidade | Inauguração  |
| --------------------------------------------- | ------------- | ---------- | ------------ |
| Alterno del Centro Olímpico Juan Pablo Duarte | Santo Domingo | 2000       | Desconhecido |
| Panamericano                                  | San Cristóbal | 2800       | 2003         |
| Parque del Este                               | Santo Domingo | 3000       | 2003         |
| Estadio Bayaguana                             | Bayaguana     | 3000       | Desconhecido |
| Estadio Don Bosco Moca                        | Moca          | 2000       | Desconhecido |
| Estadio del Oratorio Don Bosco                | Jarabacoa     | 2000       | Desconhecido |
| Estadio Quisqueya                             | Santo Domingo | 14,500     | Desconhecido |

## Campeões
| Ano                        | Campeão                                   |
| División Nacional          |                                           |
| 1970                       | España Futbol Club                        |
| 1971                       | España Futbol Club                        |
| 1972                       | UCMM (Santiago de los Caballeros)         |
| 1973                       | UCMM (Santiago de los Caballeros)         |
| 1974                       | UCMM (Santiago de los Caballeros)         |
| 1975                       | desconhecido                              |
| 1976                       | Moca Futbol Club                          |
| 1977                       | Moca Futbol Club                          |
| 1978                       | Moca Futbol Club                          |
| 1979                       | desconhecido                              |
| 1980                       | desconhecido                              |
| 1981                       | Universidad Autónoma (Santo Domingo)      |
| 1982                       | desconhecido                              |
| 1983                       | desconhecido                              |
| 1984                       | desconhecido                              |
| 1985                       | Moca Futbol Club                          |
| 1986                       | Moca Futbol Club                          |
| 1987                       | Moca Futbol Club                          |
| 1988                       | Universidad Autónoma (Santo Domingo)      |
| 1989                       | Universidad Autónoma (Santo Domingo)      |
| 1990                       | Universidad Autónoma (Santo Domingo)      |
| 1991                       | Bancredicard (Santo Domingo)              |
| 1992                       | Bancredicard (Santo Domingo)              |
| 1993                       | San Cristóbal Futbol Club (San Cristóbal) |
| 1994                       | Bancredicard (Santo Doming)               |
| 1995                       | Moca Futbol Club                          |
| 1996                       | desconhecido                              |
| 1997                       | Futbol Club Santos (San Cristóbal)        |
| 1998                       | Domingo Savio (La Vega)                   |
| 1999                       | Futbol Club Don Bosco (Moca)              |
| 2000/01                    | CD Pantoja                                |
| Liga Mayor                 |                                           |
| 2001/02                    | Baninter (Jarabacoa)                      |
| 2002/03                    | Baninter (Jarabacoa)                      |
| 2003/04                    | Casa de España                            |
| 2004/05                    | CD Pantoja (La Vega)                      |
| 2005/06                    | Domingo Savio (La Vega)                   |
| 2007                       | Barcelona Atlético                        |
| 2008                       | sem campeonato                            |
| 2009                       | CD Pantoja (La Vega)                      |
| 2010                       | Moca Futbol Club                          |
| 2011/12                    | CD Pantoja (La Vega)                      |
| 2012/13                    | Moca Futbol Club                          |
| 2014                       | Moca Futbol Club                          |
| Liga Dominicana de Futebol |                                           |
| 2015                       | Club Atlético Pantoja                     |
| 2016                       | Barcelona Atlético                        |
| 2017                       | Atlantíco FC                              |
| 2018                       | Cibao Fútbol Club                         |
| 2019                       | Club Atlético Pantoja                     |
| 2020                       | Universidad O&M                           |

## Títulos por Clube
| Clube                | Títulos | Último Título |
| -------------------- | ------- | ------------- |
| Moca FC              | 13      | 2014          |
| CA Pantoja           | 5       | 2011-12       |
| Universidad Autónoma | 4       | 1990          |
| UCMM                 | 3       | 1974          |
| España FC            | 2       | 1971          |
| Baninter FC          | 2       | 2002-03       |
| San Cristóbal FC     | 1       | 1993          |
| FC Santos            | 1       | 1997          |
| Domingo Savio FC     | 1       | 1998          |
| Casa de España       | 1       | 2003-04       |
| Jarabacoa            | 1       | 2005          |
| La Vega              | 1       | 2006          |
| Barcelona Atlético   | 1       | 2007          |

## Artilheiros
| Ano     | Goleador      | Time                      | Gols |
| 2001/02 | Oscar Mejía   | Baninter                  | 11   |
| 2004/05 | Jonathan Faña | Don Bosco Moca            | 20   |
| 2007    | Wilson Sarilú | San Cristóbal Futbol Club | 18   |
| 2011/12 | Kens Germán   | Club Barcelona Atletico   | 9    |
| 2012/13 | César García  | Don Bosco Jarabacoa       | 10   |